# Sylvain Julien Victor Arend
Sylvain Julien Victor Arend, född 6 augusti 1902 i Robelmont, Belgien, död 18 februari 1992, var en belgisk astronom.
Minor Planet Center listar honom som upptäckare av 51 asteroider mellan 1913 och 1916.
Några av de kometer han upptäckte är, Arend-Rolands komet (C/1956 R1), 49P/Arend-Rigaux och 50P/Arend
Asteroiden 1502 Arenda är uppkallad efter honom.
Asteroiden 1563 Noël är uppkallad efter hans son, Emanuel Arend.

## Asteroid upptäckt av Sylvain Arend
| 1127 Mimi          | 13 januari 1929   |
| 1171 Rusthawelia   | 3 oktober 1930    |
| 1262 Sniadeckia    | 23 mars 1933      |
| 1263 Varsavia      | 23 mars 1933      |
| 1281 Jeanne        | 25 augusti 1933   |
| 1286 Banachiewicza | 25 augusti 1933   |
| 1287 Lorcia        | 25 augusti 1933   |
| 1313 Berna         | 24 augusti 1933   |
| 1314 Paula         | 16 september 1933 |
| 1315 Bronislawa    | 16 september 1933 |
| 1348 Michel        | 23 mars 1933      |
| 1352 Wawel         | 3 februari 1935   |
| 1563 Noël          | 7 mars 1943       |
| 1565 Lemaître      | 25 november 1948  |
| 1570 Brunonia      | 9 oktober 1948    |
| 1573 Väisälä       | 27 oktober 1949   |
| 1576 Fabiola       | 30 september 1948 |
| 1579 Herrick       | 30 september 1948 |
| 1583 Antilochus    | 19 september 1950 |
| 1591 Baize         | 31 maj 1951       |

| 1592 Mathieu     | 1 juni 1951       |
| 1593 Fagnes      | 1 juni 1951       |
| 1613 Smiley      | 16 september 1950 |
| 1625 The NORC    | 1 september 1953  |
| 1633 Chimay      | 3 mars 1929       |
| 1639 Bower       | 12 september 1951 |
| 1640 Nemo        | 31 augusti 1951   |
| 1652 Hergé       | 9 augusti 1953    |
| 1683 Castafiore  | 19 september 1950 |
| 1717 Arlon       | 8 januari 1954    |
| 1787 Chiny       | 19 september 1950 |
| 1887 Virton      | 5 oktober 1950    |
| 1916 Boreas      | 1 september 1953  |
| 1969 Alain       | 3 februari 1935   |
| 2084 Okayama     | 7 februari 1935   |
| 2109 Dhotel      | 13 oktober 1950   |
| 2231 Durrell     | 21 september 1941 |
| 2265 Verbaandert | 17 februari 1950  |
| 2277 Moreau      | 18 februari 1950  |
| 2455 Somville    | 5 oktober 1950    |

| 2513 Baetslé      | 19 september 1950 |
| 2538 Vanderlinden | 30 oktober 1954   |
| 2642 Vésale       | 14 september 1961 |
| 2666 Gramme       | 8 oktober 1951    |
| 2689 Bruxelles    | 3 februari 1935   |
| 2866 Hardy        | 7 oktober 1961    |
| 2973 Paola        | 10 januari 1951   |
| 3228 Pire         | 8 februari 1935   |
| 3346 Gerla        | 27 september 1951 |
| 3755 Lecointe     | 19 september 1950 |
| 3920 Aubignan     | 28 november 1948  |